# Cristian Ganea
Cristian Ganea (Bistrița, 24 mei 1992) is een Roemeens voetballer die doorgaans als linkervleugelverdediger speelt. Hij stroomde in 2011 door vanuit de jeugd van RCD Mallorca. In januari 2018 tekende Ganea een contract voor drie seizoenen bij Athletic Bilbao.

## Clubcarrière
Ganea begon te voetballen bij Inter Viișoara maar verhuisde als kind al snel naar Spanje. Daar doorliep hij de jeugdreeksen van CD Baskonia en CD Indartsu om uiteindelijk bij RCD Mallorca te voetballen. In januari 2013 keerde hij terug naar Roemenië. Na omzwervingen bij ASA Târgu Mureș, CS Craiova, Săgeata Năvodari en FC Brașov haalde toenmalig trainer Gheorghe Hagi Ganeo bij FC Viitorul waarmee hij in het seizoen 2016/17 Roemeens kampioen werd. In januari 2018 tekende Ganea een contract voor drie seizoenen bij Athletic Bilbao.
Ganea maakt deel uit van de nationale ploeg van Roemenië.
1 Simón ·
3 Vivian ·
4 Paredes ·
5 Álvarez ·
6 Vesga ·
7 Berenguer ·
8 Sancet ·
9 I. Williams ·
10 Muniain  ·
11 N. Williams ·
12 Guruzeta ·
13 Agirrezabala ·
14 D. García ·
15 Lekue ·
16 Ruiz de Galarreta ·
17 Berchiche ·
18 De Marcos ·
19 García de Albéniz ·
20 Villalibre ·
21 Herrera ·
22 R. García ·
23 Nolaskoain ·
24 Prados ·
29 Ares ·
30 Gómez ·
Coach: Valverde